# السجاعية
السجاعية إحدى قرى مركز المحلة الكبرى التابع لمحافظة الغربية بجمهورية مصر العربية، من أعلامها الشيخ السجاعي (ت. 1197 هـ).

## التاريخ
اسمها الأصلي منية الشجاعيين ووردت به في التحفة من أعمال الغربية، ثم حرف اسمها إلى الشجاعية والذي وردت به في تاريخ 1228هـ/1813م الذي عدّ قرى مصر بعد المسح الذي قام به محمد علي باشا، ثم إلى السجاعية من سنة 1236 هـ. ذكرها علي مبارك في كتابه الخطط التوفيقية، حيث ذكر أنها قرية في مديرية الغربية قسم المحلة الكبرى، وأن بها مسجدان أحدهما بمنارة وضريحان. وذكر أن البلدة بها بستان وعدد من السواقي ومهنة أهلها الزراعة، ويكثر فيها أشجار الجميز.

## التعليم
تصل نسبة الأمية في القرية إلى 41.88% بين من تجاوزوا العاشرة من عمرهم، بينما تصل نسبة من حصلوا على تعليم جامعي إلى 1.62% من جملة السكان.

## السكان
بلغ عدد سكان السجاعية 23,466 نسمة حسب تقدير عام 2018.
| السنة  | 1882 | 1897 | 1907 | 1927 | 1947 | 1960 | 1976 | 1986   | 1996   | 2006   | 2018   |
| ------ | ---- | ---- | ---- | ---- | ---- | ---- | ---- | ------ | ------ | ------ | ------ |
| القرية | 949  | 2104 | 2259 | 2316 | 3510 | 4679 | 7158 | 10,165 | 11,813 | 13,813 | 23,466 |

## الأعلام
- أحمد السجاعي (توفي 1777) فقيه شافعي ولد ونسب إلى القرية.[15]